# ليريوبية (نبات)
الليريوبية (الاسم العلمي:Liriope) هي جنس من النباتات تتبع الفصيلة الهليونية من رتبة الهليونيات. سمية هذا الجنس نسبةً إلى الحورية ليريوبي في الأساطير الإغريقية.

## أنواع نبات الليريوبية
- ليريوبية عشبية الأوراق
- ليريوبية كانسوية
- ليريوبية طويلة السويق
- ليريوبية صغيرة
- ليريوبية موسكارية
- ليريوبية سنبلية